# Săcele (Constanța)

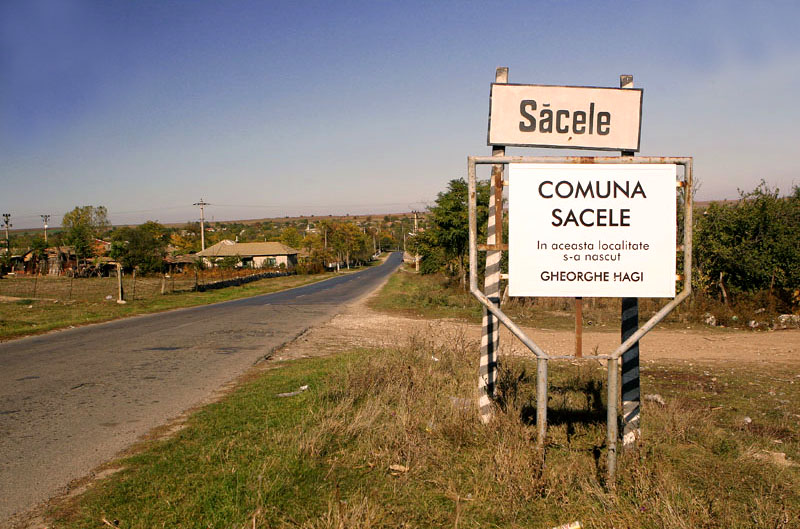
Ortseingang von Săcele

Săcele ist eine Gemeinde im Kreis Constanța in der Region Dobrudscha in Rumänien.

## Lage
Sie liegt an der Kreisstraße (drum județean) DJ226 im östlichen Teil des Kreises, 47 Kilometer nördlich von der Kreishauptstadt Constanța und etwa 30 Kilometer von der nächstgelegenen Stadt Năvodari entfernt. Die Gemeinde umfasst die Dörfer Săcele und Traian.
Bei der Volkszählung 2021 hatte Săcele 1987 Einwohner, die Mehrheit davon sind Rumänen.

## Persönlichkeiten
- Gheorghe Hagi (* 1965), Fußballspieler